# 怎樣的離別
《怎樣的離別》（韓語：어떤안녕）為2014年韓國的一部短篇網路電視劇，自2月17日晚間11點於韓國電視劇頻道Dramacube進行首播。另外SK Broadband BTV、melon、loen music youtube頻道、Naver TV cast等頻道， IPTV等多樣化的頻道都可再收看到。本部電視劇是由電影《比悲傷更悲傷的故事》導演元泰淵執導的首部電視劇作品，講述在生命最後瞬間相遇的兩人特別的一天，由徐仁國與王智媛擔任主角。徐仁國在劇中挑戰一人分飾兩角的演技，王智媛則飾演被深愛的男人背叛後，在人生最後的瞬間遇見了徐仁國的女人。另外有崔大勳、吳初熙、李英女與崔承民等演員聯合演出。

## 主要角色
- 徐仁國飾演 安英模／赫
- 王智媛飾演 荷娜

## 腳註
1. ↑  徐仁國獲選為短篇電視劇《什麼樣的問候》主角 首度挑戰一人分飾兩角 （页面存档备份，存于） 韓星網（中文）
2. ↑  徐仁國出演短編電視劇《怎樣的離別》一人分飾兩角 （页面存档备份，存于） 韓星網（中文）

## 外部連結
- YouTube上的怎樣的離別Preview#1（預告）
- YouTube上的王智媛角色介紹-她的故事
- YouTube上的徐仁國角色介紹-他的故事